# 薪岛
薪岛，是位于鸭绿江入海口偏西的一个岛屿，属于朝鮮平安北道薪岛郡。
历史上朝鲜为中国的藩属国，因此中朝边界划分并不明确。甲午战败后，中日签订《马关条约》，中国放弃对朝宗主权，朝鲜沦为日本附属国。中日商议中朝边界后，薪岛在地图上已标注为朝鲜（洪懋熙1935年版《最新中华形势一览图》之鸭绿江口）。后来由于鸭绿江的泥沙淤积和芦苇生长，面积变得越来越大。目前该岛屿涨潮时与中华人民共和国的领土的最近距离仅有百米左右，退潮时与中国丹东市相连，相比之下距离朝鲜本土则較远。